# Ripple (Kent)
Ripple is een civil parish in het bestuurlijke gebied Dover, in het Engelse graafschap Kent. 

## Geboren in Ripple
- Joseph Charles Philpot (1802-1869), Strict Baptist-predikant
- John French (1852-1925), veldmaarschalk